# 浦城话
浦城话是主要通行于福建省浦城县北部的一种吴语处衢片方言，以县城南浦为基准。

## 分布
浦城县境内通行吴语浦城方言、闽北语石陂水北方言以及介于两者之间的过渡方言临江话，此外还有客家话、闽南话、官话零星分布。吴语方言的分布区域大致在县城为中心，可以分为南浦方言和大北小北方言，南浦方言通行于南浦、水南、万安、富岭、莲塘、永兴、古楼、仙阳，大北小北方言通行于管厝以北的小北地区、忠信以北的大北地区，江西广丰南部的大峰小峰方言也有浦城方言分布，县边境地带另有吴语龙泉话、江山话、广丰话分布。

## 音系

### 声母
| 塞音和 塞擦音 | 清送气   | pʰ | tʰ | tsʰ | tɕʰ | kʰ |   |
| 塞音和 塞擦音 | 清不送气 | p  | t  | ts  | tɕ  | k  |   |
| 塞音和 塞擦音 | 浊       |    |    |     |     |    |   |
| 擦音          | 清       | f  |    | s   | ɕ   |    | x |
| 擦音          | 浊       |    |    |     |     |    |   |
| 响音          | 响音     |    | l  |     |     |    | ∅ |
| 鼻音          | 鼻音     | m  | n  |     |     | ŋ  |   |

与大多数吴语不同，浦城方言并没有保留古全浊音，而是全部读清音，塞音和塞擦音声母大多数读不送气清音，少数入声字读送气清音。然而这在吴闽语边境方言并不罕见，像泰顺罗阳话、景宁标溪话、上饶话、龙泉话都有清浊音对立紊乱的现象。浦城话声母中（第一列）帮母（/p/）和並母(/b/)的清浊对立已经消失，但（第二列）端（/tʰ/）、透（/t/）、定（/d/）对立仍然保留，只不过定母演化为/l/。与多数闽语不同，浦城话存在轻唇音/f/，并且和多数吴语一样有着文读奉、微同音的特点，但两者已经从/v/清化为/f/。